# AISA I-115
L'AISA I-115, designazione militare E-9, è un aereo da addestramento monomotore, monoplano ad ala bassa sviluppato dall'azienda aeronautica spagnola Iberavia ed avviato alla produzione dalla Aeronáutica Industrial S.A. (AISA) nei primi anni cinquanta.
Sviluppato per fornire un nuovo velivolo destinato, nella sua versione biposto, alla formazione dei nuovi piloti dell'Ejército del Aire, l'aeronautica militare della Spagna, sostituendo il biplano CASA 1.131 Jungmann, e nella sua versione monoposto un mezzo adatto all'acrobazia aerea, segnò l'inizio dell'industria aeronautica iberica dopo il termine della seconda guerra mondiale.

## Utilizzatori
Spagna
- Ejército del Aire

### Pubblicazioni
- AISA I-115, in Aerei da guerra, Ginevra - Novara, Edito Service S.A. - Istituto Geografico De Agostini, 1993.